# Луи II де Ла Тремуй
Луи II де Ла Тремуй (фр. Louis II de la Trémoille, 26 сентября 1460 — 24 февраля 1525) — виконт де Туар, французский военачальник, служивший трём королям: Карлу VIII, Людовику XII и Франциску I.

## Биография
Виконт де Туар, принц де Тальмон, граф де Гин и де Бенаон, барон де Сюлли, Краон, Монтагю, Л'Иль-Бушар и Молеон, сеньор островов Ре и Марана, рыцарь ордена короля, его первый камергер (1520), прозванный «Безупречным рыцарем» (le Chevalier sans reproche).
Родился в 1460 году в Туаре, в семье Ла Тремуй — древней и знаменитой дворянской семье Пуату. Детство провёл в замке Бомье в Берри, где его отец Луи I и мать Маргарита д’Амбуаз жили в полуизгнании. В 14-летнем возрасте, по протекции дяди Жоржа II он стал пажом при короле Людовике XI.
В марте 1468 года его тётя Франсуаза д’Амбуаз стала монахиней-кармелиткой, и передала ему права на виконтство Туар, но в 1469 году король Людовик XI передал виконтство Туар своей дочери Анне де Божё, которая должна была выйти замуж за лотарингского герцога Никола. Казалось, что для семьи Ла Тремуй виконтство потеряно навсегда, но в 1472 году герцог Никола разорвал помолвку, и король Людовик XI вернул виконтство дому Ла Тремуй.
В 1483 году умерли и король Людовик XI, и отец Луи I. Находясь при дворе, Луи II оказался одним из приближённых регента страны — Анны де Божё. Он принимал участие в заседаниях Генеральных штатов в Туре, и вошёл в королевский совет.
Во время Безумной войны (1485—1488) и войны с Бретанью (1489—1491) Луи II возглавлял королевские армии, и 28 июля 1488 года в чине генерал-лейтенанта выиграл сражение при Сент-Обен-дю-Кормье, взяв в плен герцога Орлеанского.
28 сентября того же года получил во владение виконтство Туар и другие земли дома Амбуаз. Через некоторое время был направлен послом к Римскому королю Максимилиану Габсбургу и папе Александру VI, для дипломатической подготовки Итальянского похода.
В 1494—1495 годах Луи II сопровождал короля Карла VIII во время вторжения в Италию и принял участие в битве при Форново. По возвращении во Францию король назначил Ла Тремуя генеральным наместником в Пуату, Сентонже, Ангумуа, Они, Анжу и Бретонских марках.
Во время второй итальянской войны Людовик XII в 1500 году назначил Луи II командующим войсками на североитальянском театре военных действий. Во время битвы при Новаре Луи II разбил армию Миланского герцогства и пленил герцога Лодовико Сфорца. Посчитав свою задачу выполненной, Луи II вернулся во Францию, не приняв королевского предложения стать губернатором Милана. Был назначен губернатором Бургундии и адмиралом Гиени, а несколько позже еще и адмиралом Бретани. В 1503 году, когда французская армия терпела поражения от испанцев в Неаполитанском королевстве, Людовик XII собирался послать туда Луи II, но тот неожиданно слёг от лихорадки, и не принимал участия в завершающих этапах войны.
В 1509 году Луи II и его сын Шарль (уже отличившийся в экспедиции против Генуи в 1507 году) сопровождали Людовика XII во время войны с Венецией, и приняли участие в победоносной для французов битве при Аньяделло, где Ла Тремуй командовал центром. Когда летом 1512 года французы потеряли Милан, то Людовик XII в следующем году отправил на североитальянский театр боевых действий новую армию во главе с Луи II, но тот потерпел поражение от швейцарцев в битве при Новаре, где был ранен. Во время швейцарского вторжения в Бургундию Ла Тремуй в течение шести недель храбро оборонял Дижон. В 1515 году в битве при Мариньяно Луи II сражался вместе с королём Франциском I, и потерял в этой битве единственного сына.
В начале следующей Итальянской войны Ла Тремуй оборонял Пикардию от англичан и имперцев, затем был направлен в Прованс, где в 1524 году заставил коннетабля Бурбона снять осаду Марселя. В кампанию 1525 года Франциск I, вопреки советам всех своих приближённых (включая Луи II) ввязался в битву при Павии. Французская кавалерия пала под жесточайшим огнём имперских аркебузиров, погиб и Луи II де Ла Тремуй, получивший четыре смертельных ранения.

## Семья

Герб Луи II де Ла Тремуя

1-я жена (9.07.1485, Монферран): Габриель де Бурбон-Монпансье (ум. 30.11.1516), графиня де Бенаон, дочь Луи I де Бурбон-Монпансье и Габриели де Ла Тур
Сын:
- Шарль де Ла Тремуй (04.1485—13.09.1515), принц де Тальмон

2-я жена (04.1517): Луиза Борджиа, герцогиня де Валентинуа (1500—1553), дочь Чезаре Борджиа и Шарлотты д'Альбре, внучка римского папы. Брак бездетный. Вторым браком вышла за Филиппа де Бурбон-Бюссе